# Augusta Finne
Augusta Antonette Finne (født 11. marts 1868 i Bergen, død 19. august 1951 i Birkerød) var en norsk billedhugger, bosat i Danmark fra 1901. Forældrene var løjtnant, senere oberstløjtnant Edvard Gabriel Finne og Vibeke Cathrine Birkeland. Augusta Finne giftede sig første gang i 1896 med sagfører, senere sekretær i Kirkedepartementet i Norge Carsten Warenstedt Døvle. Ægteskabet opløstes, og Augusta Finne giftede sig anden gang i 1905 med assistent i Finansministeriet i Danmark, senere sekretær i Generaldirektoratet for Post- og Telegrafvæsenet, Hans Berg.

## Uddannelse
Den kgl. Tegneskole i Kristiania, det senere Oslo, blev i 1894 den første mulighed for Augusta Finne for at få en kunstnerisk uddannelse. Her anbefalede hendes lærer Matthias Skeibrok hende at blive billedhugger, og med sigte på dette rejste hun til København og arbejdede i en periode i værkstedet hos den norsk/danske billedhugger Stephan Sinding. Herefter, i 1906, blev hun optaget på Kunstakademiet i København på Modelskolen for Billedhuggere. Hun elev hos Vilhelm Bissen til 1908.

## Kunstnerisk virke
På Stephan Sindings værksted havde Augusta Finne i 1895 udført en skulptur i naturlig størrelse "Hvilende dreng i solskin". Hun videreudviklede sin realistiske stil og arbejdede senere primært som portrætskulptør. Hun udførte eksempelvis portrætbuster af den norske sprogforsker Ivar Aasen i bronze i 1896 og skuespilleren Johanne Dybwad - et portræt hugget i marmor. Begge disse portrætter tilhører Statens Museum for Kunst. Desuden udførte hun portrætter af professor og kunsthistoriker Vilhelm Wanscher i 1905, i 1914 af arkitekten Carl Petersen samt i 1930 af forfatteren Emma Gad. Busten af Emma Gad blev støbt i bronze og placeret i foyeren i Kvindernes Bygning i København i 1936.

## Rejser og udlandsophold[2]
Italien, Paris, London, München

## Stipendier og udmærkelser[2]
- 1902, 1903 Hielmstierne-Rosencrone
- 1905 Raben-Levetzau
- 1906, 1909, 1912 Akademiets stipendier

## Udstillinger[2]
- 1898 Statens Kunstut., Kristiania
- 1901-1920 Charlottenborgs Forårsudstilling
- 1905 De afvistes Udstilling, Charlottenborg
- 1909 München
- 1914 Den baltiske Udstilling, Malmö
- 1915 Norsk Kunstudstilling, Charlottenborg
- 1920 Kvindelige Kunstneres Retrospektive Udstilling, København

## Værker - portrætbuster[2]
- 1896 Ivar Aasen, norsk sprogforsker og digter
- 1901 Johanne Dybwad, norsk skuespiller
- 1905 Vilhelm Wanscher, professor, kunsthistoriker
- 1909 Oscar Wanscher, kirurg
- 1910 (udst.) Johan Svendsen, komponist
- 1914 Carl Petersen, arkitekt
- 1930 Emma Gad, forfatter, bronze, Kvindernes Bygning, København

## Værker i offentlig eje[4]
- 1896 Ivar Aasen, bronze, Nasjonalgalleriet, Oslo og Statens Museum for Kunst, København
- Efter 1901 Johanne Dybwad, marmor, Statens Museum for Kunst.

| - Ivar Aasen og Johanne Dybwad - Forfatteren Ivar Aasen, 1896 - Den norske skuespiller Johanne Dybwad (no) (1867-1950) |